# Sian Heder
Sian Heder (Cambridge (Massachusetts), 23 juni 1977) is een Amerikaans regisseur, producent, scenarioschrijver en voormalig actrice. Ze is vooral bekend door het schrijven en regisseren van de tragikomediefilm  CODA uit 2021, waarvoor ze de Oscar voor beste bewerkte scenario en de BAFTA Award voor beste bewerkte scenario won.

## Levensloop
Heder werd in 1977 geboren in Cambridge, Massachusetts. Haar vader Lajos Héder komt uit Hongarije, haar moeder Mags Harries uit Wales. Voordat ze naar Los Angeles verhuisde, studeerde Heder af aan de Carnegie Mellon School of Drama.
Na enkele bijrollen in televisieseries en films, begon Heder zelf films te maken met de korte film Mother. Deze presenteerde ze in januari 2006 op het Filmfestival van Florida en in mei 2006 in het Filmfestival van Cannes. In de film verwerkte Heder ook haar eigen ervaringen als oppas. Na het schrijven en produceren van de televisieserie Orange Is the New Black, vertoonde ze haar dramafilm Tallulah op het Sundance Film Festival in januari 2016. Deze film is een spin-off van Mother, die zich ook afspeelde in een familie van doven.
In haar film CODA vertelt Heder het verhaal van de 17-jarige Rubby, gespeeld door Emilia Jones, het enige horende lid van haar anders dove familie. Wanneer ze haar passie voor zingen ontdekt, wordt de jonge vrouw gevangen tussen haar gezinsverantwoordelijkheden en haar droom om zang te studeren aan het Berklee College of Music. Het scenario, van de hand van Heder, is gebaseerd op de Franse film La Famille Bélier van Éric Lartigau. De film ging in première op het Sundance Film Festival in februari 2021.
Heder is getrouwd met acteur en producer David Newsom. Ze hebben samen twee kinderen.

## Filmografie

### Films
| Jaar | Titel                | Regisseur | (Uitvoerend) producent | Scenarist | Actrice |
| ---- | -------------------- | --------- | ---------------------- | --------- | ------- |
| 2002 | West Bank Brooklyn   |           |                        |           |         |
| 2004 | Dorian Blues         |           |                        |           |         |
| 2013 | Breakup at a Wedding |           |                        |           |         |
| 2016 | Tallulah             |           |                        |           |         |
| 2021 | CODA                 |           |                        |           |         |

### Korte films
| Jaar | Titel       | Regisseur | (Uitvoerend) producent | Scenarist | Actrice |
| ---- | ----------- | --------- | ---------------------- | --------- | ------- |
| 2006 | Mother      |           |                        |           |         |
| 2007 | At Last     |           |                        |           |         |
| 2012 | Dog Eat Dog |           |                        |           |         |

### Televisieseries
| Jaar | Titel                             | Regisseur | (Uitvoerend) producent | Scenarist | Actrice |
| ---- | --------------------------------- | --------- | ---------------------- | --------- | ------- |
| 2000 | Law & Order: Special Victims Unit |           |                        |           |         |
| 2001 | The Sopranos                      |           |                        |           |         |
| 2004 | Charmed                           |           |                        |           |         |
| 2007 | Boston Legal                      |           |                        |           |         |
| 2007 | Dirt                              |           |                        |           |         |
| 2008 | Numb3rs                           |           |                        |           |         |
| 2010 | Men of a Certain Age              |           |                        |           |         |
| 2015 | Orange Is the New Black           |           |                        |           |         |
| 2017 | The Path                          |           |                        |           |         |
| 2017 | GLOW                              |           |                        |           |         |
| 2018 | Queen Fur                         |           |                        |           |         |
| 2020 | Little America                    |           |                        |           |         |